# A Day at the Races Tour
A Day At The Races Tour foi uma turnê da banda de rock britânica Queen que serviu para promover o álbum A Day At The Races, lançado em 1976.
Foi a primeira turnê com a música "Somebody to Love" e a primeira a ter "Brighton Rock" e "Bohemian Rhapsody" tocadas completamente. Freddie fazia um solo de vocais entre "White Man" e "The Prophet's Song".
A abertura da maioria dos shows na América do Norte era feita pela banda Thin Lizzy. Os ingressos para o show realizado no Madison Square Garden, em Nova Iorque, esgotaram apenas momento após a venda ser aberta. 
Os últimos dois shows, realizados no Earls Court, foram oficialmente gravados. Esses shows foram os primeiros nos quais a banda utilizou o caro equipamento de iluminação no formato de uma coroa. Os dois foram gravados profissionalmente em vídeo e o primeiro pode ser achado em diversos bootlegs em excelente qualidade. Os concertos incluíam um medley de canções de rock (que pode ser visto no bootleg do segundo dia de show).

## Lista de Canções

### Primeira parte - América do Norte
1. A Day At The Races Overture
2. Tie Your Mother Down
3. Ogre Battle
4. White Queen (As It Began)
5. Somebody To Love
6. Killer Queen
7. The Millionaire Waltz
8. You're My Best Friend
9. Bring Back That Leroy Brown
10. Sweet Lady
11. Brighton Rock
12. '39
13. You Take My Breath Away
14. White Man
15. The Prophet's Song
16. Bohemian Rhapsody
17. Stone Cold Crazy
18. Keep Yourself Alive
19. Liar
20. In The Lap Of The Gods... Revisited

#### Encore
1. Now I'm Here
2. Big Spender
3. Jailhouse Rock
4. God Save The Queen (tape)

Músicas pouco tocadas
- Stupid Cupid (Portland), tocada antes de Jailhouse Rock
- Be Bop A Lula (Portland), tocada antes de Big Spender

### Segunda parte - Europa
1. A Day at the Races (Overture)
2. Tie Your Mother Down
3. Ogre Battle
4. White Queen (As It Began)
5. Somebody to Love
6. Killer Queen
7. Good Old-Fashioned Lover Boy
8. The Millionaire Waltz
9. You're My Best Friend
10. Bring Back That Leroy Brown
11. Death on Two Legs (Dedicated to...)
12. Sweet Lady
13. Brighton Rock
14. Guitar Solo
15. Brighton Rock (reprise)
16. '39
17. You Take My Breath Away
18. White Man
19. The Prophet's Song
20. Bohemian Rhapsody
21. Keep Yourself Alive
22. Stone Cold Crazy
23. In the Lap of the Gods… Revisited
24. Now I'm Here

#### Encore
1. Liar
2. Jailhouse Rock
3. God Save the Queen

#### Músicas pouco tocadas
- Doing All Right
- I'm a Man
- Mannish Boy
- Lucille
- Big Spender
- Stupid Cupid
- Be Bop a Lula
- Saturday Night's Alright for Fighting
- "Procession" serviu de introdução para os shows no Earls Court, assim como "A Day at the Races (album intro)"

## Lista de Concertos
| Data                  | Cidade           | País               | Local                               |
| América do Norte      | América do Norte | América do Norte   | América do Norte                    |
| --------------------- | ---------------- | ------------------ | ----------------------------------- |
| 13 de Janeiro, 1977   | Milwaukee        | Estados Unidos     | Milwaukee Auditorium                |
| 14 de Janeiro, 1977   | Madison          | Estados Unidos     | Dane County Coliseum                |
| 15 de Janeiro, 1977   | Columbus         | Estados Unidos     | St. John Arena                      |
| 16 de Janeiro, 1977   | Indianapolis     | Estados Unidos     | Indiana Convention Centre           |
| 18 de Janeiro, 1975   | Detroit          | Estados Unidos     | Cobo Hall                           |
| 20 de Janeiro, 1977   | Saginaw          | Estados Unidos     | Saginaw Civic Center                |
| 21 de Janeiro, 1977   | Louisville       | Estados Unidos     | Louisville Gardens                  |
| 22 de Janeiro, 1977   | Kalamazoo        | Estados Unidos     | Wings Stadium                       |
| 23 de Janeiro, 1977   | Richfield        | Estados Unidos     | Richfield Coliseum                  |
| 25 de Janeiro, 1977   | Ottawa           | Canadá             | Ottawa Civic Centre                 |
| 26 de Janeiro, 1977   | Montreal         | Canadá             | Montreal Forum                      |
| 28 de Janeiro, 1977   | Chicago          | Estados Unidos     | Chicago Stadium                     |
| 30 de Janeiro, 1977   | Toledo           | Estados Unidos     | Toledo Sports Arena                 |
| 1 de Fevereiro, 1977  | Toronto          | Canada             | Maple Leaf Gardens                  |
| 3 de Fevereiro, 1977  | Springfield      | Estados Unidos     | Springfield Civic Centre            |
| 4 de Fevereiro, 1977  | College Park     | Estados Unidos     | Cole Field House                    |
| 5 de Fevereiro, 1977  | Nova Iorque      | Estados Unidos     | Madison Square Garden               |
| 6 de Fevereiro, 1977  | Uniondale        | Estados Unidos     | Nassau Veterans Memorial Coliseum   |
| 8 de Fevereiro, 1977  | Syracuse         | Estados Unidos     | Onondaga County War Memorial        |
| 9 de Fevereiro, 1977  | Boston           | Estados Unidos     | Boston Garden                       |
| 10 de Fevereiro, 1977 | Providence       | Estados Unidos     | Providence Civic Centre             |
| 11 de Fevereiro, 1977 | Philadelphia     | Estados Unidos     | Philadelphia Civic Centre           |
| 19 de Fevereiro, 1977 | Hollywood        | Estados Unidos     | Hollywood Sportatorium              |
| 20 de Fevereiro, 1977 | Lakeland         | Estados Unidos     | Lakeland Civic Centre               |
| 21 de Fevereiro, 1977 | Atlanta          | Estados Unidos     | Omni Coliseum                       |
| 22 de Fevereiro, 1977 | Birmingham       | Estados Unidos     | Boutwell Memorial Auditorium        |
| 23 de Fevereiro, 1977 | St. Louis        | Estados Unidos     | Kiel Auditorium                     |
| 25 de Fevereiro, 1977 | University Park  | Estados Unidos     | Moody Coliseum                      |
| 26 de Fevereiro, 1977 | Houston          | Estados Unidos     | Sam Houston Coliseum                |
| 1 de Março, 1977      | Phoenix          | Estados Unidos     | Arizona Veterans Memorial Coliseum  |
| 2 de Março, 1977      | Inglewood        | Estados Unidos     | The Forum                           |
| 3 de Março, 1977      | Inglewood        | Estados Unidos     | The Forum                           |
| 5 de Março, 1977      | San Diego        | Estados Unidos     | San Diego Sports Arena              |
| 6 de Março, 1977      | San Francisco    | Estados Unidos     | Winterland Ballroom                 |
| 11 de Março, 1977     | Vancouver        | Canadá             | Pacific Coliseum                    |
| 12 de Março, 1977     | Portland         | Estados Unidos     | Paramount                           |
| 13 de Março, 1977     | Seattle          | Estados Unidos     | Seattle Center Arena                |
| 16 de Março, 1977     | Calgary          | Canadá             | Southern Alberta Jubilee Auditorium |
| 17 de Março, 1977     | Calgary          | Canadá             | Southern Alberta Jubilee Auditorium |
| 18 de Março, 1977     | Edmonton         | Canadá             | Northlands Coliseum                 |
| Europa                |                  |                    |                                     |
| 8 de Maio, 1977       | Estocolmo        | Suécia             | Johanneshovs Isstadion              |
| 10 de Maio, 1977      | Gotemburgo       | Suécia             | Scandinavium                        |
| 12 de Maio, 1977      | Copenhague       | Dinamarca          | Brøndby Hall                        |
| 13 de Maio, 1977      | Hamburgo         | Alemanha Ocidental | Congress Centrum Hamburg            |
| 14 de Maio, 1977      | Frankfurt        | Alemanha Ocidental | Festhalle Frankfurt                 |
| 16 de Maio, 1977      | Düsseldorf       | Alemanha Ocidental | Philipshalle                        |
| 17 de Maio, 1977      | Roterdã          | Países Baixos      | Ahoy Rotterdam                      |
| 19 de Maio, 1977      | Basileia         | Suíça              | Sporthalle                          |
| Jubilee Tour          |                  |                    |                                     |
| 23 de Maio, 1977      | Bristol          | Inglaterra         | Bristol Hippodrome                  |
| 24 de Maio, 1977      | Bristol          | Inglaterra         | Bristol Hippodrome                  |
| 26 de Maio, 1977      | Southampton      | Inglaterra         | Gauont Theatre                      |
| 27 de Maio, 1977      | Southampton      | Inglaterra         | Gauont Theatre                      |
| 29 de Maio, 1976      | Stafford         | Inglaterra         | Bingley Hall                        |
| 30 de Maio, 1977      | Glasgow          | Escócia            | Apollo Theatre                      |
| 31 de Maio, 1977      | Glasgow          | Escócia            | Apollo Theatre                      |
| 2 de Junho, 1977      | Liverpool        | Inglaterra         | Liverpool Empire Theatre            |
| 3 de Junho, 1977      | Liverpool        | Inglaterra         | Liverpool Empire Theatre            |
| 6 de Junho, 1977      | Londres          | Inglaterra         | Earls Court Exhibiton Centre        |
| 7 de Junho, 1977      | Londres          | Inglaterra         | Earls Court Exhibiton Centre        |